# Giuseppe Stabile
Giuseppe Stabile di Monte Naone (Palermo, 2 febbraio 1874 – Trapani, 13 dicembre 1956) è stato un militare italiano.

## Biografia
Portò il titolo di barone di Monte Naone appartenente alla famiglia Stabile di Monte Naone.
Iniziò la sua carriera militando nella Regia Marina. Durante la prima guerra mondiale ricoprì il ruolo di comandante della  “Conte di Cavour”. Successivamente fu promosso ammiraglio.
Fu insignito della commenda “Francesco Giuseppe d’Austria” per avere dato la sua valida collaborazione nel domare una rivolta. Fu anche commendatore dell'Ordine della Corona d'Italia e fece parte del Sovrano militare ordine di Malta. 
Aderì al Partito Popolare Italiano fondato da Luigi Sturzo e del quale fu uno degli uomini di primo piano in ambito locale. Fu varie volte inviato come diplomatico nelle Americhe, per “creare nell'animo degli Italiani d'America, il senso più efficace dell'amor di Patria”. Fu presidente della Giunta provinciale provvisoria del Ppi, segretario del partito popolare trapanese e candidato provinciale alle elezioni del 1921. 
Nel primo dopoguerra fu giudice militare. Nella seconda guerra mondiale ricoprì l'incarico di comandante della protezione antiaerea di Trapani.